# Virio Orfito
Virio Orfito (latino: Virius Orfitus; fl. 270-274) fu un politico dell'Impero romano.
Fu console del 270, e va probabilmente identificato col praefectus urbi in carica tra il 273 e il 274 (che, alternativamente, sarebbe stato suo padre).